# Тамбе, Бхаскар Рамчандра
Бхаскар Рамчандра Тамбе (маратхи भास्कर रामचंद्र तांबे, 1874—1941) — индийский поэт, писавший свои произведения на языке маратхи.

## Биография
Бхаскар Рамчандра Тамбе родился 27 ноября 1874 года в городке Мугавали рядом с городом Гвалиор.
Все как всегда, хладнокровно.
Почему бы тебе не проснуться, Камал Нат?
Деви Канти, Джити, Прити, корыстная, дари, Убхи, жди, пока я не стану твоим товагматом.
Арунраг Гагани Канти бердигани - мелодичная песня, или сердечная любовь, ты должен обеспечить дом всем необходимым
Почему смертная казнь не применяется? Ты моя настоящая любовь
Я собираюсь встать и заплакать, Где моя жизнь?
С 1893 года Тамбе учился в школе университета Аллахабада. Затем он получил высшее образование в Агре, но заканчивать университет отказался, в целях поддержки образования для своего младшего брата, так как имел финансовые трудности. Затем Бхаскар занимался преподаванием в княжеском государстве Девасе. Впоследствии он получил должность репетитора у молодого князя Деваса. Это назначение предоставило ему доступ к личной библиотеке князя.
Несколько лет спустя он стал личным секретарем правителя Деваса. Ещё позже Тамбе прослужил несколько лет в качестве судьи в маленьком городке Индии. В 1926 году он поселился в Гвалиоре, где жил вплоть до своей смерти 7 декабря 1941 года.

## Поэзия
В 1932 году Бхаскар Рамчандра Тамбе председательствовал на «поэтической» секции ежегодной конференции «Marathi Sahitya Sammelan» литературных дискуссий Индии, которая проходила в тот год в Колхапуре. В 1937 году Тамбе находился на действительной военной службе. В том же году его называли уже государственным княжеским поэтом.
За 1890—1941 годы Бхаскар Рамчандра Тамбе написал около 225 стихотворений. Поэт Vasudeo Govind Maydeo составил в 1920 году подборку 75 поэм Тамбе под названием «भास्कर रामचंद्र तांबे यांची कविता». В 1935 году Dr. Madhavrao Patwardhan опубликовал полную антологию его произведений под названием «तांबे यांची समग्र कविता». На многие стихи поэта написаны популярные песни, которые исполнили известные закадровые певицы Болливуда Латы Мангешкар и Аша Бхосле.
Большинство стихов Тамбе написаны о любви, в том числе супружеской, хотя, как ни парадоксально, тема любви для него вторична. Среди всех поэтов Маратхи своего поколения Тамбе стоит особняком. Это касается посвящения его стихотворений сочувственного отношения к женщинам, особенно к детям вдов. Эти его стихи косвенно бичуют социальные нравы своего времени, в котором есть незащищенные старики, замужние девочки-подростки, которые бывают вдовами и иногда остаются всю свою последующую взрослую жизнь незамужними.

## Произведения
Бхаскар Рамчандра Тамбе написал поэмы, среди которых: Ajuni Lagalechi Daar; Kashi Kaal Nagini Kuni; Kode Majhe Ukalil; Jan Palbhar Mhanatil; Dole He Julmi Gade; Tujhya Gala Majhya Gala; Te Dudha Tujhya Tya; Nav Vadhu Priya Mi; Bhagya Ujalale Tujhe; Mavalatya Dinkara; Nijalya Tanhyavari Mauli; Tini Sanja Sakhe; Ghat Ticha Rikama; Re Hind Bandhava Thamb; Kala Jyaa Lagalya Jeeva; Madhu Magasi Majhya; Рivale Tambus Oon Kovale; Ya Balano Ya Re Ya.